# Santiago National Football Club
Santiago National Football Club var en fotbollsklubb från Santiago i Chile, och som grundades 1900. Klubben lades ner 1954. Klubben var en av grundarna till den högsta serien i chilensk fotboll, Primera División, säsongen 1933. Klubben spelade i den högsta serien 1933 och 1934, då man åkte ur som sista lag. Därefter gjorde Santiago National comeback i högsta serien 1939. Klubben höll sig kvar och inför säsongen 1940 slog Santiago National sig ihop med klubben Juventus och bildade Santiago National Juventus och hamnade på en tredjeplats. Fusionen mellan Santiago National och Juventus avslutades 1942 och klubben hette återigen Santiago National. De spelade i den högsta serien fram till år 1948 då de till slut åkte ur.